# La luna (film 2011)
La luna è un cortometraggio animato statunitense del 2011 scritto e diretto dall'italiano Enrico Casarosa.
Prodotto dalla Pixar Animation Studios, il corto racconta la storia di un bambino che viene portato, sulla barca "La luna", a vedere il lavoro del padre e del nonno. Tra i doppiatori compare l'ex-animatore Pixar Tony Fucile.
Il cortometraggio è stato presentato in anteprima al Festival internazionale del film d'animazione di Annecy nel mese di giugno 2011 ed è stato proiettato prima del film Ribelle - The Brave.

## Trama
Un ragazzo viene portato per la prima volta al lavoro dal papà e dal nonno, ognuno cristallizzato sul suo modo di intendere la vita. Fermi in mare aperto su una barchetta in legno, aspettano qualcosa nel profondo della notte: una sorpresa lo attende. Dovrà scegliere se adottare il punto di vista di uno dei due o trovare da solo la propria strada. La storia è stata fortemente influenzata dalle vicende personali del regista, incastrato tra le personalità opposte del padre e del nonno, oltre che dai racconti di Antoine de Saint-Exupéry e Italo Calvino, mentre l'animazione e lo stile sono ispirati da Hayao Miyazaki e da La Linea di Osvaldo Cavandoli.

## Produzione
Il 5 maggio 2011 è stata pubblicata la prima immagine del cortometraggio e ne è stata resa nota la trama.
La Pixar Animation Studios si è ispirata a Massimo Troisi per realizzare le movenze dei personaggi.

## Riconoscimenti
- 2012 - Premio Oscar[6]
  - Candidatura al miglior cortometraggio d'animazione